# 476 км (железнодорожная будка)
476 км — населённый пункт (тип: железнодорожная будка) в Дмитриевском сельском поселении Галичского района Костромской области России. Фактически отдельный дом-ферма.

## География
Расположен в северо-западной части региона, на историческом пути Трансиба, на южной окраине деревни Пронино.

## История
Населённый пункт появился при строительстве в 1900-х годах Транссибирской магистрали. В селении жили семьи тех, кто обслуживал железнодорожную инфраструктуру.

## Население
| 2008 | 2010 | 2012 | 2014 |
| ---- | ---- | ---- | ---- |
| 9    | ↘7   | ↗9   | →9   |

## Инфраструктура
Путевое хозяйство. Действует железнодорожная платформа/остановочный пункт Пронино.

## Транспорт
Доступен автомобильным и железнодорожным транспортом.